# Северокамерунский референдум (1959)

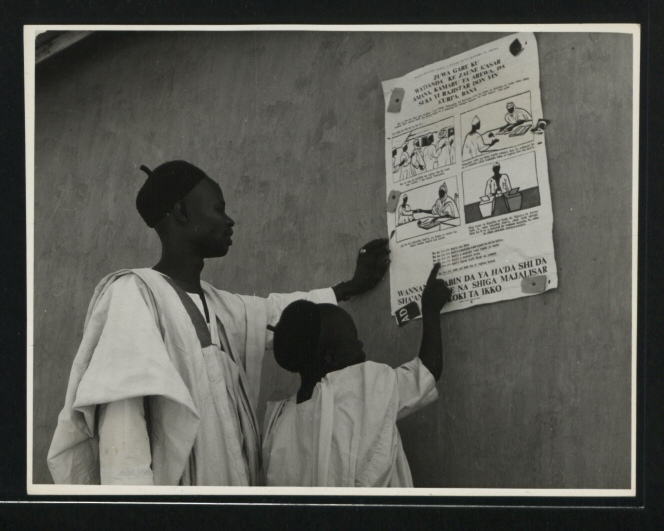
Плакат разъясняющий порядок действий во время референдума

Референдум в Северном Камеруне — мероприятие государственного значения, проведённое на территории современной Нигерии в 1959 году.

## История
У сторонников распада Камеруна, как и его противников, не существовало идеологической поддержки. Первоначально, она была обеспечена в странах Третьего мира, но была утрачена из-за экономической убыточности независимого Южного Камеруна.
В ноябре 1959 года в северной части Камеруна был проведён референдум о присоединении к Нигерии. Избирателям было предложено выбрать между союзом с Нигерией и перенесением решения вопроса на другое время. За последние решение вопроса референдума было отдано 62,25 % голосов избирателей. В 1961 году был проведён повторный референдум, на котором 60 % голосов избирателей было отдано за присоединение к Нигерии и 40 % за присоединение к Камеруну.

## Результаты
| Выбор                      | Голоса  | %     |
| -------------------------- | ------- | ----- |
| Отложить решение           | 70.546  | 62.25 |
| За присоединение к Нигерии | 42.788  | 27.75 |
| Повреждённые бюллетени     | 525     | -     |
| Итого                      | 113.859 | 100   |
| Явка                       | 129.549 | 87.9  |